# 華陽駅 (南京地下鉄)
華陽駅（かようえき）は、中華人民共和国江蘇省句容市にある、南京地下鉄S6号線の駅である。

## 駅名
駅名については、事業着手当初は南京地下鉄集団は「楊塘路駅」の仮称を用いており、2020年5月7日に「華陽駅」を駅名として第一次公示され、2020年9月1日に駅名が「華陽駅」に決定したことが発表された。

## 隣の駅
南京地下鉄
■S6号線
童世界駅- 華陽駅 - 崇明駅